# Homoki papsapkagomba
A homoki papsapkagomba (Helvella monachella) homokos talajon gyakori, fogyasztásra nem ajánlott gombafaj.

## Megjelenése
A termőtest 3–6 cm magasságú.
Süvege nyeregre emlékeztető, általában 2–3 csúcsú, összenőtt, vékony lebenyek alkotják, széle hullámos. Színe sötétbarna, szürkésbarna, feketés, Sima felületű, hamvas.
Tönke hengeres, sima, nem bordás, üreges, színe fehéres. Húsa (a süvegbeli) vékony, könnyen törhető, ellentétben a tönkbeli hússal, ami rugalmas. Jellegtelen szagú és ízű. Fogyasztani nem ajánlott.
Április–májusban szokott előfordulni, gyakran tömegesen.
Hasonló faj a karcsú papsapkagomba, illetve a szürke papsapkagomba.